# 西莫德斯托 (加利福尼亞州)
西莫德斯托（英語：West Modesto）是位於美國加利福尼亞州斯坦尼斯洛斯縣的一個人口普查指定地區。

## 地理
西莫德斯托的座標為37°37′20″N 121°01′44″W / 37.62222°N 121.02889°W，而該地最高點為海拔高度28米（即92英尺）。

## 人口
根據2010年美國人口普查的數據，西莫德斯托的面積為5.263平方千米，當中陸地面積為5.144平方千米，而水域面積為0.119平方千米。當地共有人口5682人，而人口密度為每平方千米1,079人。